# حديث معلق
الحديث المعلق هو الحديث الذي حُذف من بداية إسناده راو فأكثر على التوالي، ولو امتد الحذف لكل رواة السند.

## التسمية
الحديث المعلق مأخوذ من التعليق، وهو في اللغة قطع الاتصال، اسم مفعول من «علق» الشيء بالشيء، أي أناطه وربطه به، وجعله معلقا، وسمي هذا السند معلقا بسبب اتصاله من جهة النبي ﷺ، وهي الجهة العليا للحديث، وانقطاعه من الجهة الدنيا، فصار كالشيء المعلق بالسقف ونحوه.

## أمثلة الحديث المعلق
تتنوع صور الحديث المعلق بمقدار حذف الرواة، فمن صوره أن يُحذف جميع الرواة في الإسناد، ويُنسب الحديث للنبي ﷺ مباشرة، ومنها أن يحُذف جميع الرواة في الإسناد إلا الصحابي، أو الصحابي والتابعي.
- مثله:

فهذا حديث معلق، لأن البخاري رواه بحذف كل الرواة من أول اسناده عدا الصحابي وهو أبو موسى.
- مثاله:

فهذا حديث معلق، لأن البخاري رواه بحذف الرواة بينه وبين بهز بن حكيم.
- مثل الحديث المعلق الضعيف

فقد بحث أهلُ العلم عن هذا الحديث المعلق فلم يجدوه مسنداً في كتاب، وكل من يذكره ينقله عن تعليق الحافظ ابن عبد البر، فهو في الأصل حديث ضعيف، إلا أن بعض أهل العلم صححه تبعا للحافظ ابن عبد البر الذي علقه وصححه.

## حكم الحديث المعلق
الحديث المعلق من أنواع الحديث الضعيف (المردود)؛ لأنه فقد شرطا من شروط القبول وهو اتصال السند، فالراوي المحذوف مجهولا ولا يُعرف حاله ودرجة ضبطه.

### حكم المعلقات في الصحيحين
الحكم على الحديث المعلق بأنه ضعيف مردود ينطبق على الحديث المعلق مطلقا، لكن إن وجد الحديث المعلق في كتاب من كتب الحديث التي التزمت الأحاديث الصحيحة، كصحيح البخاري ومسلم، صار له حكما خاصا، فإن رُوي الحديث المعلق بصيغة الجزم مثل «قال»، «ذَكَر»، «حَكَى»، «رَوى»، فهو حُكم بصحته، لأن المؤلف لن يستجيز إطلاق ذلك إلا إذا صح عنده الحديث، وإن رُوي بصيغة التمريض مثل «قيل»، «ذُكِر»، «حُكِي»، فليس فيه حكم بصحته، لأن مثل هذه العبارات تستعمل في الحديث الضعيف أيضا، ويتوقف الحكم على البحث عن إسناد هذا الحديث، ويكون الحكم عليه بحسب استيفاء السند لشروط الصحة، وأغلب ما وقع من المعلقات في كتاب البخاري، وهو في كتاب مسلم قليل جدا، وقد صنف الحافظ ابن حجر العسقلاني كتاب «تغليق التعليق» رد فيه على من ينكر بعض الأحاديث المعلقة في صحيح البخاري، فأحاديث صحيح البخاري كلها صحيحة، المعلقة وغيرها